# 山东省体育局
山东省体育局是中华人民共和国山东省人民政府主管体育工作的直属机构。

## 历史沿革
2000年，根据《山东省政府机构改革方案》，山东省体育运动委员会更名为山东省体育局，为省政府主管体育工作的直属机构。下设办公室、人事处、群众体育处、竞技体育处、综合业务处、科技宣传教育处、财务经济处7个职能处室和离退休干部处、机关党委、纪检组。2000年4月30日，举行山东省体育局挂牌仪式。

## 机构设置
内设机构
- 办公室（政策法规处）
- 人事处
- 群众体育处
- 竞技体育处
- 科技宣传教育处
- 青少年体育处
- 体育经济处
- 机关党委
- 离退休干部处

直属事业单位
- 中华全国体育总会山东分会秘书处
- 山东省体育局机关服务中心
- 山东省对外体育交流中心
- 山东省健身气功管理中心
- 山东省体育中心
- 山东省体育训练中心
- 山东省体育科学研究中心
- 山东省竞技体育学校
- 山东省武术院
- 山东省水上运动技术学校
- 山东省青岛体育训练基地
- 山东省威海体育训练基地
- 山东省体育彩票管理中心
- 山东省田径运动管理中心
- 山东省游泳运动管理中心
- 山东省拳击跆拳道运动管理中心
- 山东省举重摔跤柔道运动管理中心
- 山东省体操运动管理中心
- 山东省足球运动管理中心
- 山东省篮球运动管理中心
- 山东省排球运动管理中心
- 山东省乒乓球运动管理中心
- 山东省小球运动管理中心
- 山东省棋类运动管理中心
- 体育晨报社
- 山东省老年人体育协会秘书处
- 山东省聊城体育训练基地
- 山东省冬季运动管理中心
- 山东省青岛航海运动学校
- 山东省烟台航海运动学校
- 山东省运动员康复中心

省属运动协会
- 山东省田径运动协会
- 山东省篮球运动协会
- 山东省足球运动协会
- 山东省小球运动联合会
- 山东省老年人体育协会

各市统计局
- 济南市体育局
- 青岛市体育局
- 淄博市体育局
- 枣庄市体育局
- 东营市体育局
- 烟台市体育局
- 潍坊市体育局
- 济宁市体育局
- 泰安市体育局
- 威海市体育局
- 日照市体育局
- 临沂市体育局
- 德州市体育局
- 聊城市体育局
- 滨州市体育局
- 菏泽市体育局

## 历任领导
历任局长
| 姓名   | 任期                 | 备注  |
| ------ | -------------------- | ----- |
| 学田   | 2000年4月－2006年3月 |       |
| 张洪涛 | 2006年3月－2013年3月 |       |
| 张松林 | 2013年3月－2017年2月 | [ 2 ] |
| 李政   | 2017年2月－          |       |